# Championnats d'Europe de course en ligne de canoë-kayak 2006
Navigation
Poznan 2005 Pontevedra 2007
Les championnats d'Europe de course en ligne de canoë-kayak se déroulent à Račice, (République tchèque).

## Résultats

### Hommes

#### Canoë
| Event      | Or                                                                                           | Temps          | Argent                                                                                          | Temps          | Bronze                                                                             | Temps          |
| C-1 200 m  | Russie Maxim Opalev                                                                          | 38 s 978       | Tchéquie Martin Doktor                                                                          | 39 s 531       | Lituanie Jevgenij Šuklin                                                           | 39 s 543       |
| C-1 500 m  | Russie Maxim Opalev                                                                          | 1 min 49 s 935 | Roumanie Florin Mironcic                                                                        | 1 min 51 s 127 | Ukraine Yuriy Tcheban                                                              | 1 min 51 s 155 |
| C-1 1000 m | Roumanie Florin Mironcic                                                                     | 3 min 54 s 600 | Allemagne Andreas Dittmer                                                                       | 3 min 54 s 844 | Russie Maxim Opalev                                                                | 3 min 55 s 376 |
| C-2 200 m  | Russie Evgeni Ignatov Ivan Shtyl                                                             | 35 s 859       | Lituanie Tomas Gadeikis Raimundas Labuckas                                                      | 36 s 503       | Ukraine Sergi Klimniuk Dmitri Sablin                                               | 36 s 775       |
| C-2 500 m  | Russie Sergéi Ulegin Aleksandr Kostoglod                                                     | 1 min 39 s 626 | Allemagne Robert Nuck Stefan Holtz                                                              | 1 min 40 s 810 | Roumanie Iosif Chirilă Andrei Cuculici                                             | 1 min 40 s 954 |
| C-2 1000 m | Pologne Marcin Grzybowski Łukasz Woszczyński                                                 | 3 min 32 s 807 | Allemagne Christian Gille Tomasz Wylenzek                                                       | 3 min 32 s 935 | Biélorussie Andrei Bahdanovich Aliaxandr Bahdanovich                               | 3 min 35 s 039 |
| C-4 200 m  | Biélorussie Dzmitri Rabchanka Dzmitri Vaitsishkin Kanstantsin Shcharbak Aliaxandr Vauchetski | 33 s 241       | Hongrie Pál Sarudi Márton Joób Gábor Horváth Péter Balázs                                       | 33 s 373       | Lituanie Tomas Gadeikis Raimundas Labuckas Jevgenij Miasniankin Kazimieras Rėksnys | 33 s 449       |
| C-4 500 m  | Roumanie Florin Mironcic Gabriel Talpă Silviu Simioncencu Loredan Popa                       | 1 min 30 s 286 | Biélorussie Aliaxandr Kurliandchik Aliaxandr Zhukovski Andrei Bahdanovich Aliaxandr Bahdanovich | 1 min 31 s 818 | Hongrie Imre Pulai Ferenc Novák Gábor Fürdök Edvin Csabai                          | 1 min 33 s 890 |
| C-4 1000 m | Allemagne Robert Nuck Stefan Holtz Thomas Lück Stephan Breuing                               | 3 min 14 s 459 | Biélorussie Dzmitri Rabchanka Dzmitri Vaitsishkin Kanstantsin Shcharbak Aliaxandr Vauchetski    | 3 min 15 s 407 | Hongrie Márton Metka Róbert Mike Mátyás Sáfrán Gábor Balázs                        | 3 min 16 s 923 |

#### Kayak
| Event      | Or                                                                             | Temps          | Argent                                                                         | Temps          | Bronze                                                             | Temps          |
| K-1 200 m  | Allemagne Ronald Rauhe                                                         | 34 s 515       | Espagne Carlos Pérez Rial                                                      | 34 s 644       | Ukraine Mykola Kremer                                              | 35 s 252       |
| K-1 500 m  | Hongrie Zoltán Benkő                                                           | 1 min 38 s 428 | Russie Anton Riajov                                                            | 1 min 38 s 872 | Allemagne Lutz Altepost                                            | 1 min 38 s 988 |
| K-1 1000 m | Royaume-Uni Tim Brabants                                                       | 3 min 28 s 586 | Hongrie Zoltán Benkő                                                           | 3 min 30 s 162 | Suède Markus Oscarsson                                             | 3 min 30 s 538 |
| K-2 200 m  | Allemagne Ronald Rauhe Tim Wieskötter                                          | 31 s 818       | Lituanie Alvydas Duonėla Egidijus Balčiūnas                                    | 31 s 958       | Israël Michael Kolganov Barak Lufan                                | 31 s 994       |
| K-2 500 m  | Allemagne Ronald Rauhe Tim Wieskötter                                          | 1 min 27 s 505 | Hongrie Zoltán Kammerer Gábor Kucsera                                          | 1 min 27 s 697 | Biélorussie Raman Piatrushenka Vadzim Majneu                       | 1 min 28 s 249 |
| K-2 1000 m | Hongrie Zoltán Kammerer Gábor Kucsera                                          | 3 min 09 s 703 | Allemagne Andreas Ihle Rupert Wagner                                           | 3 min 10 s 455 | Espagne Javier Hernanz Pablo Baños                                 | 3 min 11 s 955 |
| K-4 200 m  | Biélorussie Raman Piatrushenka Aliaxéi Abalmasau Dziamyn Turchyn Vadzim Majneu | 29 s 893       | Tchéquie Svatopluk Baťka Jan Štěrba Pavel Holubář Filip Šváb                   | 29 s 989       | Hongrie Viktor Kadler Gergely Gyertyános Balázs Babella István Beé | 30 s 069       |
| K-4 500 m  | Slovaquie Michal Riszdorfer Richard Riszdorfer Erik Vlček Róbert Erban         | 1 min 20 s 136 | Roumanie Marian Baban Alin Anton Alexandru Ceauşu Vasile Ştefan                | 1 min 20 s 616 | Hongrie Márton Sík Attila Csamangó Attila Boros Gábor Bozsik       | 1 min 20 s 664 |
| K-4 1000 m | Slovaquie Michal Riszdorfer Richard Riszdorfer Erik Vlček Róbert Erban         | 2 min 50 s 377 | Biélorussie Raman Piatrushenka Aliaxéi Abalmasau Dziamyn Turchyn Vadzim Majneu | 2 min 50 s 437 | Allemagne Lutz Altepost Norman Bröckl Björn Bach Björn Goldschmidt | 2 min 50 s 733 |

### Dames

#### Kayak
| Event      | Or                                                                            | Temps          | Argent                                                                  | Temps          | Bronze                                                              | Temps          |
| K-1 200 m  | Hongrie Natasa Janics                                                         | 42 s 469       | Finlande Anne Rikkala                                                   | 43 s 448       | Ukraine Inna Osypenko-Radomska                                      | 43 s 468       |
| K-1 500 m  | Allemagne Katrin Wagner-Augustin                                              | 1 min 53 s 985 | Hongrie Katalin Kovács                                                  | 1 min 54 s 598 | Finlande Anne Rikkala                                               | 1 min 55 s 218 |
| K-1 1000 m | Suède Sofia Paldanius                                                         | 4 min 08 s 410 | Hongrie Katalin Kovács                                                  | 4 min 09 s 490 | Allemagne Friedricke Leue                                           | 4 min 09 s 530 |
| K-2 200 m  | Hongrie Katalin Kovács Natasa Janics                                          | 36 s 804       | Allemagne Fanny Fischer Katrin Wagner-Augustin                          | 37 s 132       | Finlande Jenni Honkanen Anne Rikala                                 | 37 s 168       |
| K-2 500 m  | Hongrie Katalin Kovács Natasa Janics                                          | 1 min 39 s 733 | Allemagne Fanny Fischer Katrin Wagner-Augustin                          | 1 min 41 s 017 | Italie Fabiana Sgroi Alessandra Galiotto                            | 1 min 41 s 381 |
| K-2 1000 m | Hongrie Katalin Kovács Natasa Janics                                          | 3 min 36 s 160 | Allemagne Gesine Ruge Judith Hörmann                                    | 3 min 37 s 556 | Danemark Anne Lolk Thomsen Mette Barfod                             | 3 min 38 s 328 |
| K-4 200 m  | Hongrie Tímea Paksy Katalin Kovács Natasa Janics Melinda Patyi                | 33 s 939       | Allemagne Carolin Leonhardt Judith Hörmann Nicole Reinhardt Gesine Ruge | 34 s 777       | Suède Josefin Nordlöw Anna Karlsson Karin Johansson Sofia Paldanius | 35 s 125       |
| K-4 500 m  | Hongrie Tímea Paksy Katalin Kovács Natasa Janics Krisztina Fazekas            | 1 min 31 s 458 | Allemagne Carolin Leonhardt Judith Hörmann Conny Waßmuth Gesine Ruge    | 1 min 32 s 714 | Roumanie Florica Vulpeş Mariana Ciobanu Lidia Talpă Alina Platon    | 1 min 34 s 274 |
| K-4 1000 m | Pologne Edyta Dzieniszewska Aneta Białkowska Iwona Pyżalska Beata Mikołajczyk | 3 min 15 s 389 | Allemagne Birgit Fischer Carolin Leonhardt Judith Hörmann Maren Knebel  | 3 min 17 s 617 | Roumanie Florica Vulpeş Mariana Ciobanu Lidia Talpă Alina Platon    | 3 min 17 s 885 |

## Tableau des médailles
Épreuves officielles uniquement.
| Rang  | Nation      | Or | Argent | Bronze | Total |
| ----- | ----------- | -- | ------ | ------ | ----- |
| 1     | Hongrie     | 8  | 5      | 4      | 17    |
| 2     | Allemagne   | 5  | 10     | 3      | 18    |
| 3     | Russie      | 4  | 1      | 1      | 6     |
| 4     | Biélorussie | 2  | 3      | 2      | 7     |
| 5     | Roumanie    | 2  | 2      | 3      | 7     |
| 6     | Pologne     | 2  | 0      | 0      | 2     |
|       | Slovaquie   | 2  | 0      | 0      | 2     |
| 8     | Suède       | 1  | 0      | 2      | 3     |
| 9     | Royaume-Uni | 1  | 0      | 0      | 1     |
| 10    | Lituanie    | 0  | 2      | 2      | 4     |
| 11    | Tchéquie    | 0  | 2      | 0      | 2     |
| 12    | Finlande    | 0  | 1      | 2      | 3     |
| 13    | Espagne     | 0  | 1      | 1      | 2     |
| 14    | Ukraine     | 0  | 0      | 4      | 4     |
| 15    | Italie      | 0  | 0      | 1      | 1     |
| 16    | Danemark    | 0  | 0      | 1      | 1     |
| 16    | Israël      | 0  | 0      | 1      | 1     |
| Total | Total       | 27 | 27     | 27     | 81    |